# Heteronychia petrovae
Heteronychia petrovae är en tvåvingeart som beskrevs av Artamonov 1980. Heteronychia petrovae ingår i släktet Heteronychia och familjen köttflugor. Inga underarter finns listade i Catalogue of Life.